# ボルボ・P1800

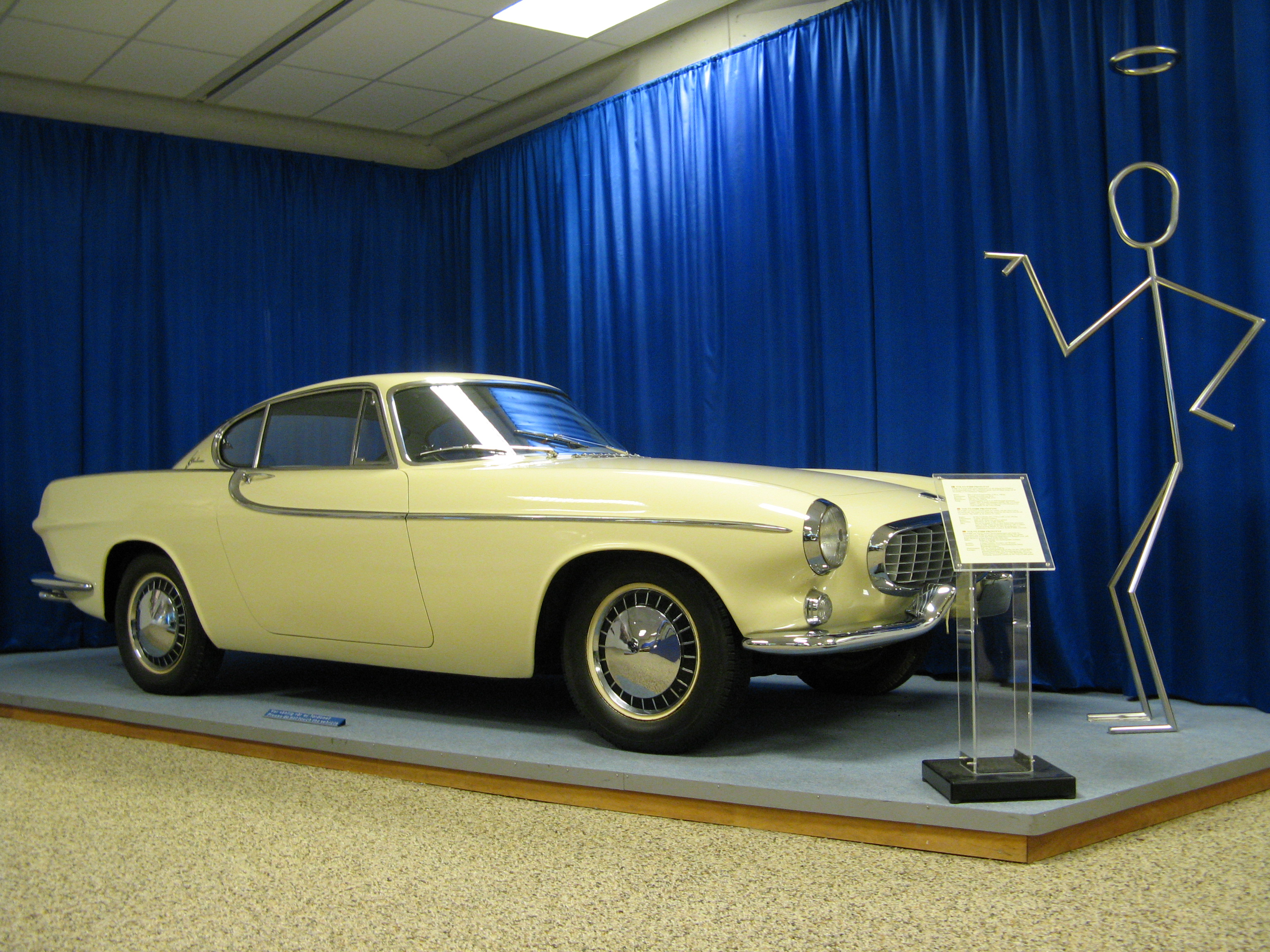
最初のプロトタイプ(1958年)

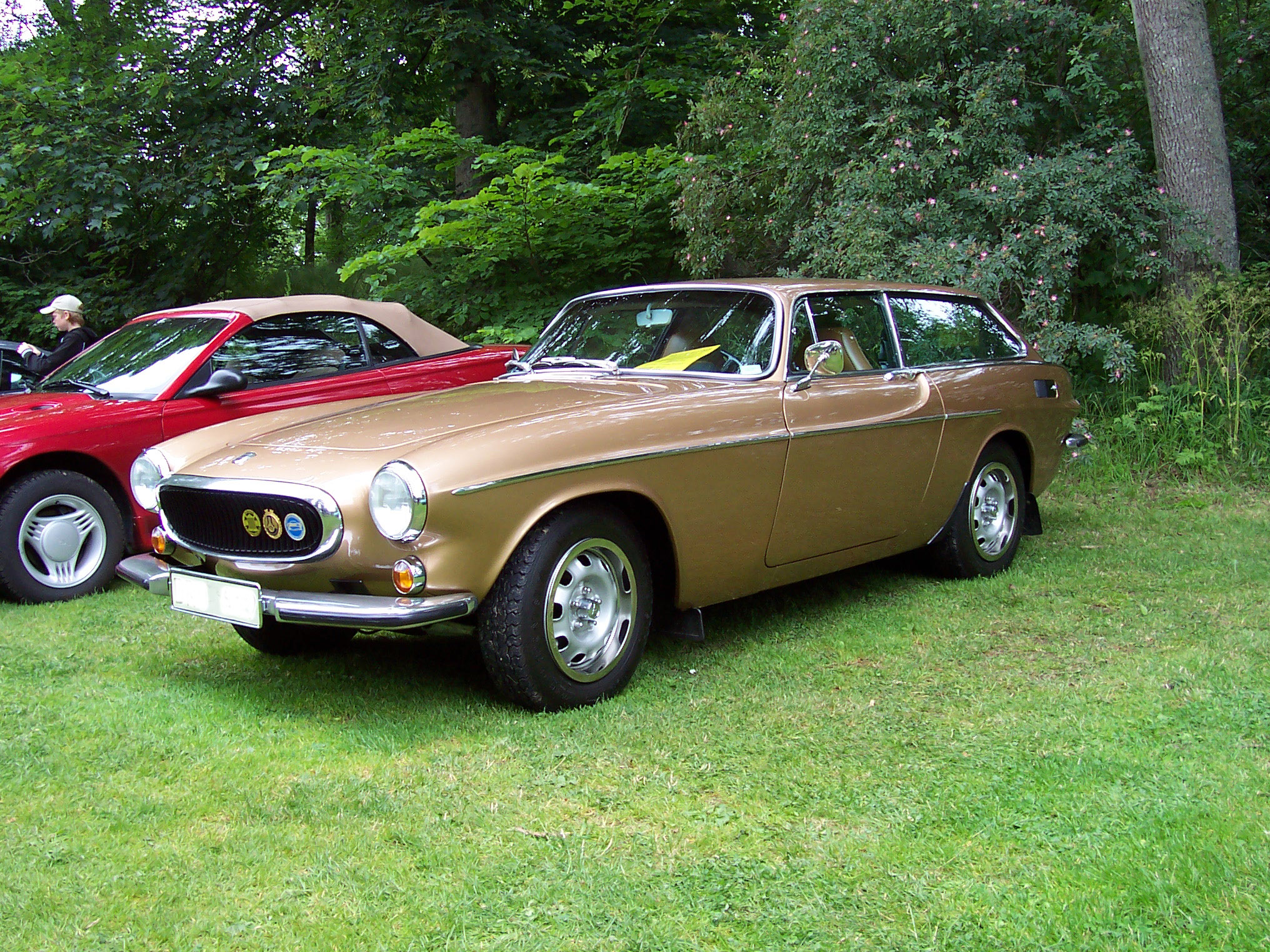
スポーツワゴンとして蘇生した1800ES

ボルボ・P1800はスウェーデンの自動車メーカー・ボルボが1960年から1974年まで生産していたスポーツカーである。

## 歴史
開発は1957年に始められ、ボルボ・アマゾンのシャシーにイタリアのカロッツェリア・フルアに在籍していたデザイナー、Pelle Pettersson（PV444/554の設計者Helmer Petterssonの息子）のデザインした車体が架装された。最初の3台のプロトタイプは1957年12月に完成し、当初はドイツのコーチビルダー・カルマンに車体を製作させ、1958年12月には発売する計画であったが、フォルクスワーゲン・カルマンギアの生産に追われるカルマンはこのプロジェクトから撤退、一時は開発計画がストップしかけたこともあったが、Petterrson親子の熱意により、結局イギリスのジェンセンが1万台を生産する契約を結び、製作することとなった。ボディパネルの生産はジェンセンから同じくイギリスのプレスト・スチール・カンパニーに下請けに出された。

### P1800（1960年-1963年）
1961年モデルとして最初のP1800が発表されたのは1960年9月であった。エンジンは1,800ccで、ツインキャブレター、専用カムシャフト、高圧縮比で100馬力に強化され、B18B型と呼ばれた。ギアボックスは4速フロアシフトで、1963年以降はオーバードライブもオプションで用意された。

### 1800S（1963年-1969年）
ジェンセン製の車体には品質上の問題があったため、6000台余りが生産された1963年に契約は破棄され、ボルボのLundby工場に生産が移管された。車名はP1800からボルボ・1800Sに改められた。Sはスポーツではなくスウェーデン製を意味する。同時にエンジンも108馬力とされ、1966年には115馬力に強化され、更に1969年には新しいB20B型2,000cc118馬力が与えられた。

### 1800E（1970年-1972年）
1970年モデルはボルボ・1800Eとなり、フロントグリルやホイールのデザインが一新された。最大の変更点はエンジンがボッシュ製D-ジェトロニック燃料噴射を備え130馬力のB20E型となったことであり、最高速度もシリーズ史上最速の190km/h、0-100km加速9.5秒の高性能車となった。これに合わせてブレーキも4輪ディスクブレーキとなり、1800ES登場後の1972年まで生産された。

### 1800ES（1972年-1973年）
1972年モデルでは12年間続いたクーペボディを大きく変更し、リライアント・シミターGT的な3ドアスポーツワゴンスタイルを採用したボルボ・1800ESが登場した。大きな一枚ガラスのテールゲートは斬新で、印象を大きく変えることに成功している。エンジンは圧縮比が下げられ最高出力は125馬力に低下したが、実用域でのパフォーマンスはむしろ向上した。しかしスタイルは若返り、オートマチックも選べるようになったとはいえ、基本設計を1950年代に遡る1800ESはこの頃にはあらゆる面で旧式となっており、主力マーケットでアメリカの安全基準に対応が困難になった上、特にステアリングやクラッチの重さはトラック的とも評されるほどで、ついに1973年を最後に生産終了となった。
P1800シリーズは1961年モデルイヤーから1973年6月までに47,492台が生産された。

## 日本への輸入
P1800系の各モデルは当時のボルボ輸入代理店であった北欧自動車によって比較的多数が輸入され、ヤナセが販売した。現在でも当時の正規輸入車がしばしば中古車市場で流通している。

## 走行記録

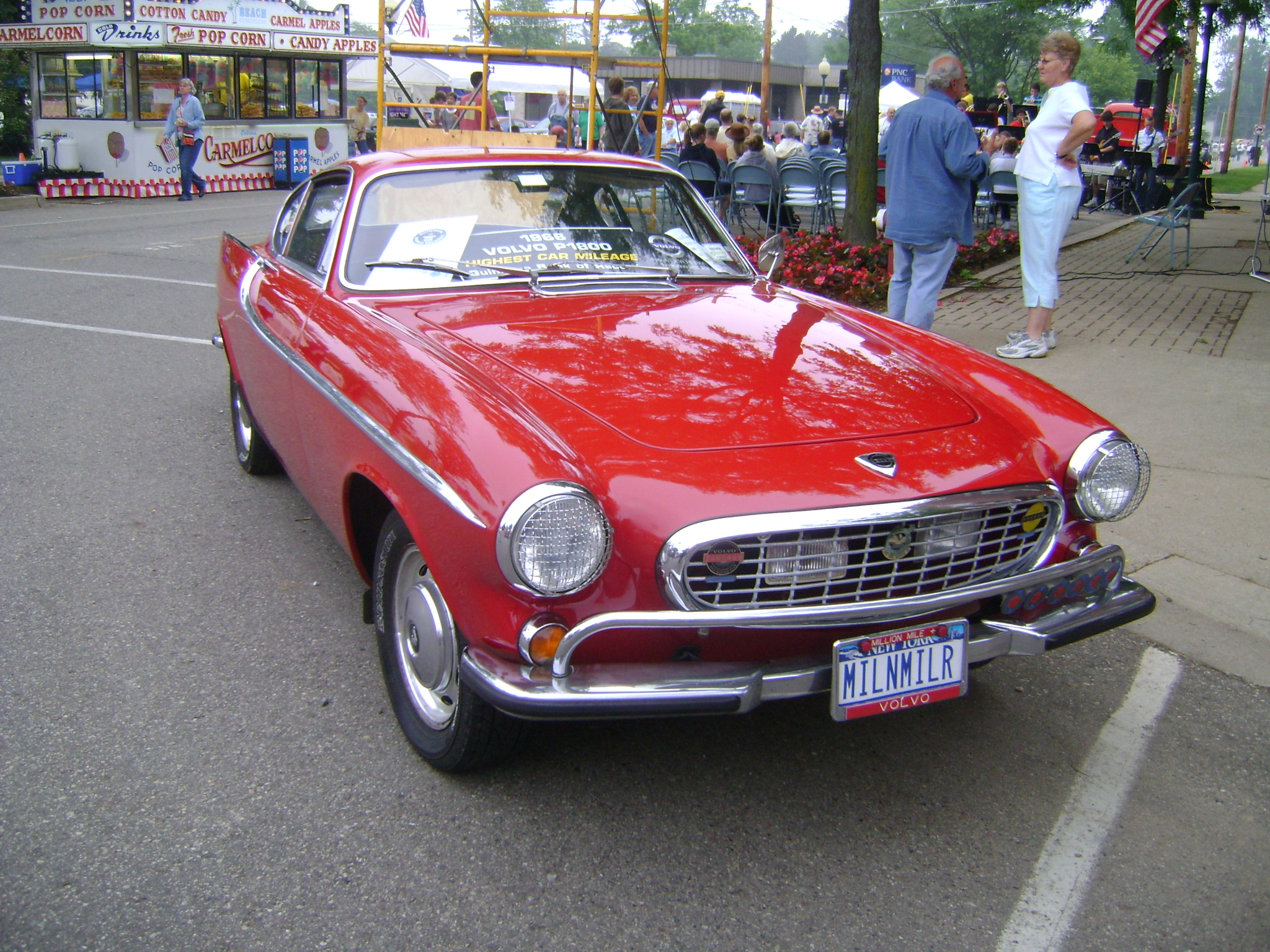
走行累計距離3,000,000 マイルを達成したアーヴ・ゴードンの1966年式ボルボ1800S

アメリカの学校教諭アーヴ・ゴードン(Irv Gordon 1940-2018)は1966年式1800Sを新車で購入して以来、往復125マイルの通勤をはじめとして40年以上同車に乗り続け、2013年9月18日に300万マイル（482万8，032km）に到達、商用車両でない自動車の走行累計記録としてギネス世界記録に掲載された。ゴードンのP1800の走行記録は死去直前まで伸び、最終的には約340万マイル（547万1,700km以上）に及んだという。 